# Valeč, Karlovy Vary
Valeč là một làng thuộc huyện Karlovy Vary, vùng Karlovarský, Cộng hòa Séc.